# Neil Duncan-Jordan
Neil John Duncan-Jordan is een Brits syndicalist en politicus voor de Labour Party. Sinds 2024 vertegenwoordigt hij Poole in het Britse Lagerhuis. In de verkiezingen van 4 juli 2024 versloeg Duncan-Jordan zittend Conservatief Robert Syms met slechts 18 stemmen verschil. Voordien werkte hij voor de vakbond Unison.